# Пайн-Вілледж (Індіана)
Пайн-Вілледж (англ. Pine Village) — місто (англ. town) в США, в окрузі Воррен штату Індіана. Населення — 212 особи (2020).

## Географія
Пайн-Вілледж розташований за координатами 40°26′58″ пн. ш. 87°15′12″ зх. д. / 40.44944° пн. ш. 87.25333° зх. д. (40.449499, -87.253451).  За даними Бюро перепису населення США в 2010 році місто мало площу 0,31 км², уся площа — суходіл.

## Демографія
Згідно з переписом 2010 року, у місті мешкало 217 осіб у 104 домогосподарствах у складі 47 родин. Густота населення становила 696 осіб/км².  Було 117 помешкань (375/км²).
Расовий склад населення:
| - 99,1 % — білих - 0,9 % — азіатів |

До двох чи більше рас належало 0,0 %. Частка іспаномовних становила 0,5 % від усіх жителів.
За віковим діапазоном населення розподілялося таким чином: 20,7 % — особи молодші 18 років, 60,4 % — особи у віці 18—64 років, 18,9 % — особи у віці 65 років та старші. Медіана віку мешканця становила 41,4 року. На 100 осіб жіночої статі у місті припадало 95,5 чоловіків;  на 100 жінок у віці від 18 років та старших — 89,0 чоловіків також старших 18 років.
Середній дохід на одне домашнє господарство  становив 40 259 доларів США (медіана — 36 500), а середній дохід на одну сім'ю — 50 850 доларів (медіана — 46 250). За межею бідності перебувало 9,3 % осіб, у тому числі 21,9 % дітей у віці до 18 років та 2,4 % осіб у віці 65 років та старших.
Цивільне працевлаштоване населення становило 112 особи. Основні галузі зайнятості: освіта, охорона здоров'я та соціальна допомога — 37,5 %, виробництво — 24,1 %, роздрібна торгівля — 9,8 %, науковці, спеціалісти, менеджери — 6,3 %.